# Temporada 1998-99 de los San Antonio Spurs
La temporada 1998-99 fue la vigesimotercera de los San Antonio Spurs en la NBA, tras la fusión de la liga con la ABA, donde había jugado nueve temporadas, seis en Dallas y tres en San Antonio. La temporada regular acabó con 37 victorias y 13 derrotas, ocupando el primer puesto de la conferencia Oeste, clasificándose para los playoffs, en los que proclamaron campeones de la NBA tras derrotar en las Finales a los New York Knicks, logrando su primer título. Debido a un cierre patronal, la temporada regular comenzó el 5 de febrero de 1999 y se redujo de 82 partidos a 50.

## Elecciones en elDraft
| Ronda | Puesto | Jugador      | Posición | Nacionalidad         | Universidad      |
| ----- | ------ | ------------ | -------- | -------------------- | ---------------- |
| 1     | 24     | Felipe López | Escolta  | República Dominicana | St. John's       |
| 2     | 52     | Derrick Dial | Escolta  | Estados Unidos       | Eastern Michigan |

## Temporada regular
| División Medio Oeste     | División Medio Oeste | División Medio Oeste | División Medio Oeste | División Medio Oeste | División Medio Oeste | División Medio Oeste | División Medio Oeste | División Medio Oeste |
| Equipo                   | G                    | P                    | %                    | PD                   | Casa                 | Fuera                | Div                  |                      |
| ------------------------ | -------------------- | -------------------- | -------------------- | -------------------- | -------------------- | -------------------- | -------------------- | -------------------- |
| y-San Antonio Spurs      | 37                   | 13                   | .740                 | –                    | 21–4                 | 16–9                 | 17–4                 |                      |
| x-Utah Jazz              | 37                   | 13                   | .740                 | –                    | 22–3                 | 15–10                | 15–3                 |                      |
| x-Houston Rockets        | 31                   | 19                   | .620                 | 6                    | 19–6                 | 12–13                | 12–9                 |                      |
| x-Minnesota Timberwolves | 25                   | 25                   | .500                 | 12                   | 18–7                 | 7–18                 | 11–9                 |                      |
| Dallas Mavericks         | 19                   | 31                   | .380                 | 18                   | 15–10                | 4–21                 | 8–12                 |                      |
| Denver Nuggets           | 14                   | 36                   | .280                 | 23                   | 12–13                | 2–23                 | 5–16                 |                      |
| Vancouver Grizzlies      | 8                    | 42                   | .160                 | 29                   | 7–18                 | 1–24                 | 3–18                 |                      |

## Playoffs

### Primera ronda
San Antonio Spurs vs. Minnesota Timberwolves
| Fecha      | Partido                                         | Ciudad      |
| ---------- | ----------------------------------------------- | ----------- |
| 9 de mayo  | San Antonio Spurs 99, Minnesota Timberwolves 86 | San Antonio |
| 11 de mayo | San Antonio Spurs 71, Minnesota Timberwolves 80 | San Antonio |
| 13 de mayo | Minnesota Timberwolves 71, San Antonio Spurs 85 | Minnesota   |
| 15 de mayo | Minnesota Timberwolves 85, San Antonio Spurs 92 | Minnesota   |
|            | San Antonio Spurs gana las series 3-1           |             |

### Semifinales de conferencia
San Antonio Spurs  vs. Los Angeles Lakers
| Fecha      | Partido                                       | Ciudad      |
| ---------- | --------------------------------------------- | ----------- |
| 17 de mayo | San Antonio Spurs 87, Los Angeles Lakers 81   | San Antonio |
| 19 de mayo | San Antonio Spurs 79, Los Angeles Lakers 76   | San Antonio |
| 22 de mayo | Los Angeles Lakers 91, San Antonio Spurs 103  | Inglewood   |
| 23 de mayo | Los Angeles Lakers 107, San Antonio Spurs 118 | Inglewood   |
|            | San Antonio Spurs gana las series 4-0         |             |

### Finales de conferencia
San Antonio Spurs  vs. Portland Trail Blazers
| Fecha      | Partido                                         | Ciudad      |
| ---------- | ----------------------------------------------- | ----------- |
| 29 de mayo | San Antonio Spurs 80, Portland Trail Blazers 76 | San Antonio |
| 31 de mayo | San Antonio Spurs 86, Portland Trail Blazers 85 | San Antonio |
| 4 de junio | Portland Trail Blazers 63, San Antonio Spurs 85 | Portland    |
| 6 de junio | Portland Trail Blazers 80, San Antonio Spurs 94 | Portland    |
|            | San Antonio Spurs gana las series 4-0           |             |

### Finales de la NBA
San Antonio Spurs vs. New York Knicks
| Fecha       | Partido                                  | Ciudad      |
| ----------- | ---------------------------------------- | ----------- |
| 16 de junio | San Antonio Spurs 89, New York Knicks 77 | San Antonio |
| 18 de junio | San Antonio Spurs 80, New York Knicks 67 | San Antonio |
| 21 de junio | New York Knicks 89, San Antonio Spurs 81 | Nueva York  |
| 23 de junio | New York Knicks 89, San Antonio Spurs 96 | Nueva York  |
| 25 de junio | New York Knicks 77, San Antonio Spurs 78 | Nueva York  |
|             | San Antonio Spurs gana las finales 4-1   |             |

## Estadísticas

### Temporada regular
| Jugador          | POS | PJ | PT | MJ    | REB | AST | ROB | TAP | PTS   | MPP  | RPP  | APP | ROP | TPP | PPP  |
| ---------------- | --- | -- | -- | ----- | --- | --- | --- | --- | ----- | ---- | ---- | --- | --- | --- | ---- |
| Tim Duncan       | PF  | 50 | 50 | 1,963 | 571 | 121 | 45  | 126 | 1,084 | 39.3 | 11.4 | 2.4 | .9  | 2.5 | 21.7 |
| Avery Johnson    | PG  | 50 | 50 | 1,672 | 118 | 369 | 51  | 11  | 487   | 33.4 | 2.4  | 7.4 | 1.0 | .2  | 9.7  |
| Sean Elliott     | SF  | 50 | 50 | 1,509 | 213 | 117 | 26  | 17  | 561   | 30.2 | 4.3  | 2.3 | .5  | .3  | 11.2 |
| David Robinson   | C   | 49 | 49 | 1,554 | 492 | 103 | 69  | 119 | 775   | 31.7 | 10.0 | 2.1 | 1.4 | 2.4 | 15.8 |
| Mario Elie       | SG  | 47 | 37 | 1,291 | 137 | 89  | 46  | 12  | 455   | 27.5 | 2.9  | 1.9 | 1.0 | .3  | 9.7  |
| Jaren Jackson    | SG  | 47 | 13 | 861   | 99  | 49  | 41  | 9   | 301   | 18.3 | 2.1  | 1.0 | .9  | .2  | 6.4  |
| Antonio Daniels  | PG  | 47 | 0  | 614   | 54  | 106 | 30  | 6   | 220   | 13.1 | 1.1  | 2.3 | .6  | .1  | 4.7  |
| Malik Rose       | PF  | 47 | 0  | 608   | 182 | 29  | 40  | 22  | 284   | 12.9 | 3.9  | .6  | .9  | .5  | 6.0  |
| Jerome Kersey    | SF  | 45 | 0  | 699   | 130 | 41  | 37  | 14  | 145   | 15.5 | 2.9  | .9  | .8  | .3  | 3.2  |
| Steve Kerr       | PG  | 44 | 0  | 734   | 44  | 49  | 23  | 3   | 192   | 16.7 | 1.0  | 1.1 | .5  | .1  | 4.4  |
| Will Perdue      | C   | 37 | 1  | 445   | 138 | 18  | 9   | 10  | 90    | 12.0 | 3.7  | .5  | .2  | .3  | 2.4  |
| Gerard King      | SF  | 19 | 0  | 63    | 14  | 4   | 2   | 1   | 23    | 3.3  | .7   | .2  | .1  | .1  | 1.2  |
| Andrew Gaze      | SG  | 19 | 0  | 58    | 5   | 6   | 2   | 1   | 21    | 3.1  | .3   | .3  | .1  | .1  | 1.1  |
| Brandon Williams | SG  | 3  | 0  | 4     | 1   | 0   | 0   | 0   | 2     | 1.3  | .3   | .0  | .0  | .0  | .7   |

### Playoffs
| Jugador         | POS | PJ | PT | MJ  | REB | AST | ROB | TAP | PTS | MPP  | RPP  | APP | ROP | TPP | PPP  |
| --------------- | --- | -- | -- | --- | --- | --- | --- | --- | --- | ---- | ---- | --- | --- | --- | ---- |
| Tim Duncan      | PF  | 17 | 17 | 733 | 195 | 48  | 13  | 45  | 395 | 43.1 | 11.5 | 2.8 | .8  | 2.6 | 23.2 |
| Avery Johnson   | PG  | 17 | 17 | 653 | 42  | 126 | 20  | 1   | 215 | 38.4 | 2.5  | 7.4 | 1.2 | .1  | 12.6 |
| David Robinson  | C   | 17 | 17 | 600 | 168 | 43  | 28  | 40  | 265 | 35.3 | 9.9  | 2.5 | 1.6 | 2.4 | 15.6 |
| Sean Elliott    | SF  | 17 | 17 | 574 | 58  | 45  | 9   | 4   | 203 | 33.8 | 3.4  | 2.6 | .5  | .2  | 11.9 |
| Mario Elie      | SG  | 17 | 17 | 526 | 59  | 50  | 22  | 2   | 135 | 30.9 | 3.5  | 2.9 | 1.3 | .1  | 7.9  |
| Jaren Jackson   | SG  | 17 | 0  | 345 | 41  | 18  | 13  | 0   | 140 | 20.3 | 2.4  | 1.1 | .8  | .0  | 8.2  |
| Malik Rose      | PF  | 17 | 0  | 194 | 39  | 3   | 7   | 4   | 46  | 11.4 | 2.3  | .2  | .4  | .2  | 2.7  |
| Antonio Daniels | PG  | 15 | 0  | 106 | 10  | 16  | 4   | 0   | 27  | 7.1  | .7   | 1.1 | .3  | .0  | 1.8  |
| Jerome Kersey   | SF  | 14 | 0  | 152 | 30  | 4   | 6   | 1   | 36  | 10.9 | 2.1  | .3  | .4  | .1  | 2.6  |
| Will Perdue     | C   | 12 | 0  | 86  | 28  | 0   | 0   | 1   | 13  | 7.2  | 2.3  | .0  | .0  | .1  | 1.1  |
| Steve Kerr      | PG  | 11 | 0  | 97  | 9   | 8   | 2   | 0   | 24  | 8.8  | .8   | .7  | .2  | .0  | 2.2  |
| Gerard King     | SF  | 8  | 0  | 14  | 4   | 1   | 0   | 1   | 4   | 1.8  | .5   | .1  | .0  | .1  | .5   |

## Galardones y récords
| Jugador    | Galardón                                                                                 |
| Tim Duncan | MVP de las Finales de la NBA Mejor quinteto de la NBA Mejor quinteto defensivo de la NBA |